# Distretto di Lipno
Il distretto di Lipno (in polacco powiat lipnowski) è un distretto polacco appartenente al voivodato della Cuiavia-Pomerania.

## Geografia antropica

### Suddivisioni amministrative
Il distretto comprende 9 comuni.
- Comuni urbani: Lipno
- Comuni urbano-rurali: Dobrzyń nad Wisłą, Skępe
- Comuni rurali: Bobrowniki, Chrostkowo, Kikół, Lipno, Tłuchowo, Wielgie